# Yamalak, Kuyucak
Yamalak là một thị trấn thuộc huyện Kuyucak, tỉnh Aydın, Thổ Nhĩ Kỳ. Dân số thời điểm năm 2010 là 1.952 người.